# Championnats du monde de cyclo-cross 2002
Navigation
Édition précédente Édition suivante
Les championnats du monde de cyclo-cross 2002 ont lieu les 2 et 3 février 2002 à Zolder, en Belgique.

## Podiums

### Hommes
| Épreuves        | Or              | Argent            | Bronze          |
| --------------- | --------------- | ----------------- | --------------- |
| Élites          | Mario De Clercq | Tom Vannoppen     | Sven Nys        |
| Moins de 23 ans | Thijs Verhagen  | Davy Commeyne     | Tomáš Trunschka |
| Juniors         | Kevin Pauwels   | Krzysztof Kuzniak | Zdeněk Štybar   |

### Femmes
| Épreuves | Or                 | Argent            | Bronze               |
| -------- | ------------------ | ----------------- | -------------------- |
| Élites   | Laurence Leboucher | Hanka Kupfernagel | Daphny van den Brand |

## Classement des élites

### Hommes
| Pos.                               | Cycliste            | Pays     | Temps           |
| ---------------------------------- | ------------------- | -------- | --------------- |
| Médaille d'or, Coupe du Monde      | Mario De Clercq     | Belgique | 1 h 01 min 11 s |
| Médaille d'argent, Coupe du Monde  | Tom Vannoppen       | Belgique | +3 s            |
| Médaille de bronze, Coupe du Monde | Sven Nys            | Belgique | +6 s            |
| 4.                                 | Richard Groenendaal | Pays-Bas | +10 s           |
| 5.                                 | Gerben de Knegt     | Pays-Bas | +14 s           |
| 6.                                 | Dominique Arnould   | France   | +21 s           |
| 7.                                 | Wim de Vos          | Pays-Bas | +22 s           |
| 8.                                 | Bart Wellens        | Belgique | +26 s           |
| 9.                                 | Ben Berden          | Belgique | + 1 min 19 s    |
| 10.                                | Thomas Frischknecht | Suisse   | + 1 min 38 s    |

### Femmes
| Pos.                               | Cycliste               | Pays       | Temps        |
| ---------------------------------- | ---------------------- | ---------- | ------------ |
| Médaille d'or, Coupe du Monde      | Laurence Leboucher     | France     | 39 min 06 s  |
| Médaille d'argent, Coupe du Monde  | Hanka Kupfernagel      | Allemagne  | + 1 min 04 s |
| Médaille de bronze, Coupe du Monde | Daphny van den Brand   | Pays-Bas   | —            |
| 4.                                 | Alison Dunlap          | États-Unis | —            |
| 5.                                 | Ann Grande             | États-Unis | + 1 min 41 s |
| 6.                                 | Anja Nobus             | Belgique   | + 2 min 00 s |
| 7.                                 | Reza Hormes-Ravenstijn | Pays-Bas   | —            |
| 8.                                 | Birgit Hollmann        | Allemagne  | —            |
| 9.                                 | Hilde Quintens         | Belgique   | + 2 min 05 s |
| 10.                                | Carmen d'Aluisio       | États-Unis | + 2 min 12 s |

## Tableau des médailles
| Rang | Nation    | Or | Argent | Bronze | Total |
| ---- | --------- | -- | ------ | ------ | ----- |
| 1    | Belgique  | 2  | 2      | 1      | 5     |
| 2    | Pays-Bas  | 1  | 0      | 1      | 2     |
| 3    | France    | 1  | 0      | 0      | 1     |
| 4    | Allemagne | 0  | 1      | 0      | 1     |
| 4    | Pologne   | 0  | 1      | 0      | 1     |
| 6    | Tchéquie  | 0  | 0      | 2      | 2     |